# Галябарда Степан Петрович
Степа́н Петро́вич Галяба́рда (нар. 2 грудня 1951, с. Суходіл Гусятинського району Тернопільської області) — український поет, заслужений діяч мистецтв України,орден "За заслуги" 3 ступеня .

## Життєпис
Степан Петрович Галябарда народився 2 грудня 1951 року в селі Суходіл Гусятинського району.
Закінчив філологічний факультет Чернівецького університету в 1973 році.
Працював у редакції Чортківської районної газети (1973), був на громадській роботі у Тернополі й Києві.
Від 1984 р. — в системі Держтелерадіо: відповідальний секретар дирекції телебачення, головний редактор молодіжних радіопрограм, заступик директора телевізійного творчого об'єднання «Молодість», головний редактор радіостанції «Молода гвардія», директор радіостанції «Промінь» (від 1994). 

## Творчість
У 1991 році вийшла у світ перша його збірка поезій «Не поверну човен», яка складається з двох розділів «Біль України» і «Не поверну човен», присвячені рідному краю, його краєвидам, своїм землякам.
У 1997 році в тернопільському видавництві «Збруч» вийшла друга збірка поезій «Догорає калина».
Протягом 90-тих - 2020 років світ побачили такі книги його поезій: "У райськім саду","Кохайте жінку","Роса любові","Моя душа для Вашої співає".
У 2001 році на сцені Івано-Франківського обласного драматичного театру відбулась прем"єра його шоу-вистави "Я - Роксолана!",музика Арнольда Святогорова.
Співпрацює з композиторами Олегом Слободенком, Остапом Гавришем, Павлом Зібровим, Степаном Гігою, Олегом Марцинківським, Олександром Злотником, Василем Дунцем, Василем Волощуком, Ігорем Біликом та іншими.
Його пісні є у репертуарах Василя Зінкевича, Алли Кудлай, Павла Зіброва, Лілії Сандулеси, Іво Бобула, Олександра Тищенка, Олега Марцинківського, Віталія Білоножка, Марʼяна Шуневича та інших співаків.
У Львові, Тернополі, Івано-Франківську, Ужгороді, Хмельницькому, Вінниці у 1997 та 2022 роках відбулися творчі вечори-бенефіси поета-пісняра.
У Києві у Палаці мистецтв "Україна" пройшли з аншлагами 4 концерти Степана Галябарди.

### Доробок

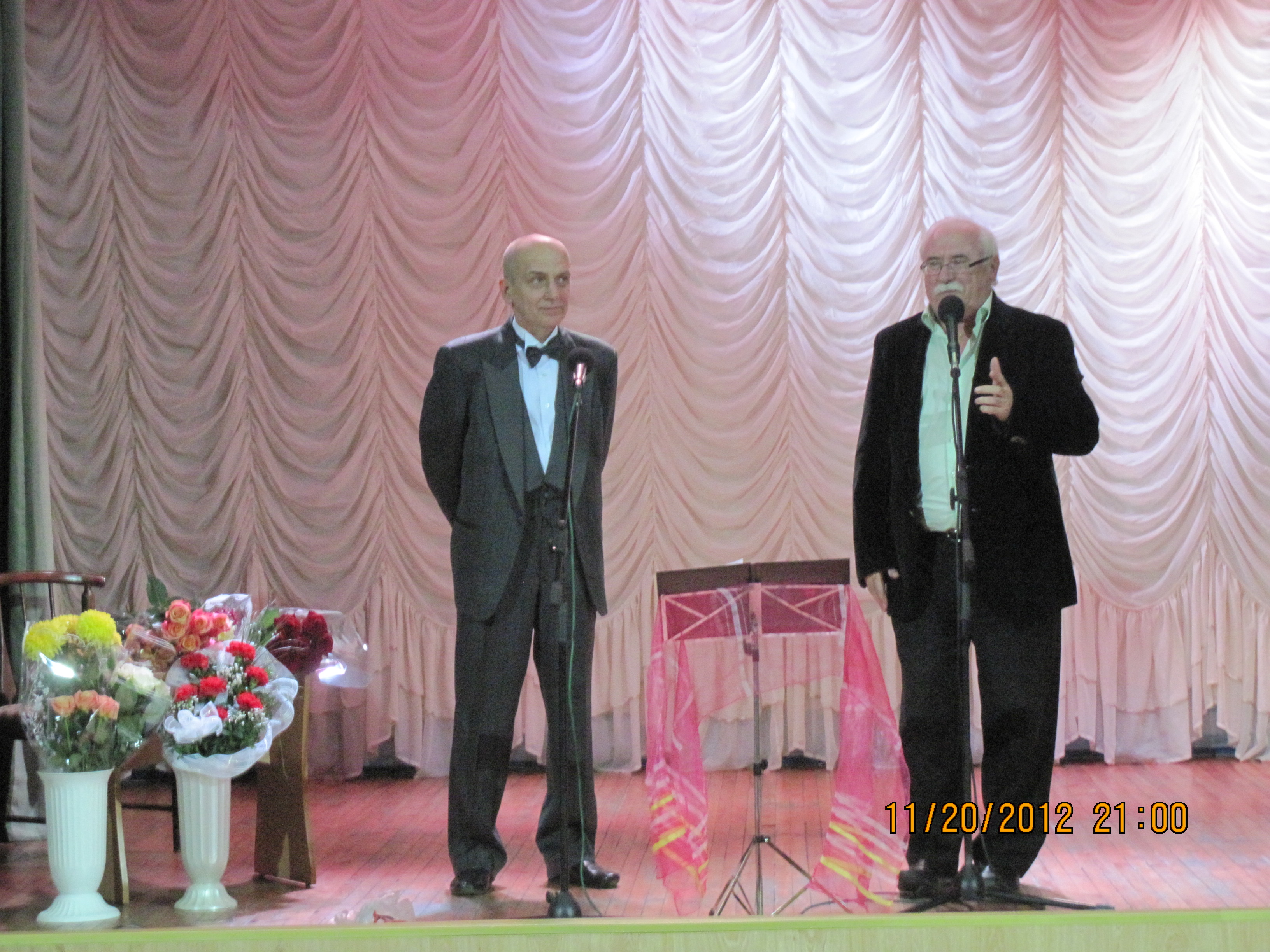
На творчому вечорі Ігоря Стратія, 20 листопада 2012.

Автор текстів понад 200 популярних пісень, музичної шоу-вистави «Я — Роксолана» (Івано-Франківський обласний музично-драматичний театр, 2001).

#### Поетичні збірки
- Не поверну човен (1991)
- На Україну повернусь (1994)
- Я чекаю тебе (1996)
- Догорає калина (1997)
- Пісні райського саду (2001)
- Кохайте жінку (2006)
- Роса любові (2008)
- Моя душа для Вашої співає(2020)

#### Аудіоальбоми
- Не поверну човен
- На Україну повернусь
- Я люблю тільки Вас
- Пісні С. Галябарди
- Два келихи вина
- Яворина
- компакт-диск «Яворина»

#### Популярні пісні
- На Україну повернусь (1990 р.)
- Несу свій хрест (1991 р.)
- Жінки й вино (1993 р.)
- Шикидим (1994 р.)
- На березі життя (1994 р.)
- Новий день над Україною (1997 р.)
- Романс для Степана Бандери (1997 р.)
- Хто ти є, Україно? (1995 р.)
- Яворина (2000 р.)
- Не продай Україну зайдам (2004 р.)

## Вшанування

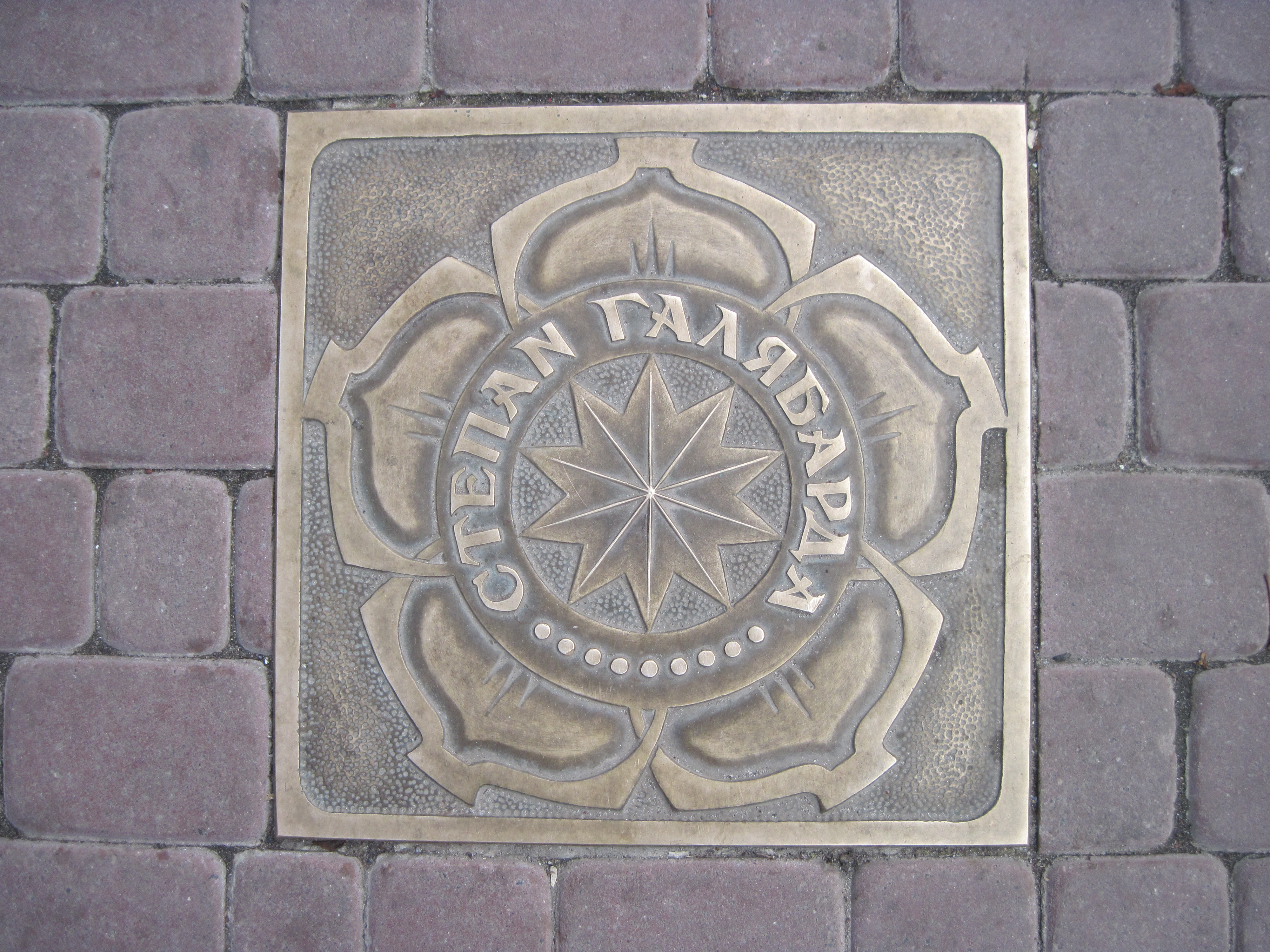
Зірка Степана Галябарди на Алеї зірок в Тернополі, осінь 2013

Ім'я поета-пісняра Степана Галябарди занесено на «Алеях зірок»
- на Театральній площі в Чернівцях,
- на вулиці Гетьмана Сагайдачного в Тернополі.

### Відзнаки
- «Заслужений діяч мистецтв України»,
- орден «За заслуги» ІІІ ступеня.